# Ынталы (Алакольский район)
Ынталы (каз. Ынталы) — село в Алакольском районе Жетысуской области Казахстана. Административный центр и единственный населённый пункт Ынталинского сельского округа. Код КАТО — 193475100.

## Население
В 1999 году население села составляло 723 человека (377 мужчин и 346 женщин). По данным переписи 2009 года, в селе проживало 529 человек (262 мужчины и 267 женщин).